# Łęka Szczucińska
Łęka Szczucińska est une localité polonaise de la gmina de Szczucin, située dans le powiat de Dąbrowa en voïvodie de Petite-Pologne.